# 장순 (소설가)
장순(1970년 2월 20일 ~ )은 경기도 광명시에서 출생한 대한민국의 시인, 수필가, 소설가이다.

## 작품 목록

### 시
- 1991년 시집 ‘네가 없는 이 세상은 안개무덤’출간.
- 1992년 시집 ‘봄 여름 가을 겨울 모두 바쁘면 환절기에 만나자’출간.
- 1993년 시집 ‘사랑은 기다림으로부터의 시작입니다’출간.
- 1993년 시집 ‘수화기를 들면 당신은 아무 말도 하지 못합니다’출간.

### 수필
- 1994년 수필집 ‘느낌 하나 사랑 둘’출간.
- 1994년 수필집 ‘사랑’출간

### 소설
- 1996년 장편소설 ‘프리섹스’출간.
- 1997년 장편소설 ‘칠공주1,2,3’출간.
- 1998년 장편소설 ‘하늘의 아들 1,2’출간.
- 1999년 장편소설 ‘슬픈고백 1,2’출간.
- 2011년 장편소설 ‘축제는 끝나지 않았다’출간.
- 2012년 장편소설 ‘바퀴벌레와 춤을’출간.

## 같이 보기
- 한국의 작가 목록